# الحزب الثوري المؤسساتي
الحزب الثوري المؤسساتي (بالإسبانية: Partido Revolucionario Institucional اختصاراً PRI)‏ حزب سياسي مكسيكي بقي في السلطة في المكسيك بأسماء متتابعة لمدة 71 سنة. الحزب الثوري المؤسساتي عضو في الأممية الاشتراكية مثل منافسه الرئيسي حزب الثورة الديمقراطية، ولهذا فإن المكسيك واحدة من البلدان القليلة التي فيها حزبان متنافسان كبيران من نفس الفئة الدولية. إلا أن الحزب الثوري الديمقراطي لا يعتبر حزباً اشتراكياً بالمعنى التقليدي للكلمة، حيث توصف سياساته المعاصرة بالوسطية، وتعود عضويته في الأممية الاشتراكية إلى أيام الثورة المكسيكية وتأسيس الحزب من قبل بلوتاركو إلياس كالييس حين كان توجهه يسارياً بوضوح.
يلقب الحزب في المكسيك «el tricolor» (إل تريكولور، أي ثلاثي الألوان) بسبب استعماله الأخضر والأبيض والأحمر، ويلقب مناصروه «priísta»، وهي كلمة مشتقة من اختصار اسم الحزب.
خسر الحزب رئاسة البلاد والأغلبية في الكونغرس في انتخابات 2000 لمنافسه حزب الفعل الوطني منهياً بذلك فترة حكم متواصلة دامت 71 سنة. لكنه نجح في سنة 2009 في استعادة أغلبية في الكونغرس.
وفي الانتخابات العامة المكسيكية التي جرت في 1 يوليو 2012 تشير النتائج الأولية إلى تقدم مرشحه إنريكه بينيا نييتو على منافسيه على لقب الرئيس.

## نظرة عامة

### موجز عن الحزب
يصف بعض المختصين الحزب الثوري المؤسساتي بـ «الحزب الواحد»، وهو مصطلح يصف تاريخ الحزب غير التنافسي وسمات الحزب نفسه، والرابط المعقد بين الحزب والدولة المكسيكية خلال أغلب فترة القرن العشرين. في عام 1990، وصف ماريو فارغاس لوسا، وهو أديب من البيرو وحائز على جائزة نوبل في الأدب، الحكومات المكسيكية المتعاقبة تحت قيادة الحزب الثوري المؤسساتي بـ «الديكتاتورية المثالية».
وفقاً لصحيفة «ستيتسمان جورنال»، أدار الحزب دولة المكسيك لأكثر من 7 عقودٍ من خلال حكومات «أوتوقراطية استطونها الفساد وركبتها المحسوبية». تسلّم نخبة الأعضاء في الحزب الثوري مقاليد الحكم في النظام القضائي والشرطة، ولم يحصل المواطنون على العدالة إلا عن طريق الرشوة. خلال فترة تسلّم الحزب، أصبح الأخير رمزاً للفساد والرجعية وسوء الإدارة الاقتصادية والاحتيال الانتخابي. تخوّف العديد من المكسيكيين المتعلمين وسكان المدن الحضرية من عودة الحزب إلى السلطة، فذلك يعني عودة المكسيك إلى الماضي.

### معنى الاسم
قد يبدو الاسم متناقضاً ظاهرياً في البداية، وكأنه نوع من المفارقات. فغالباً ما ترتبط كلمة «ثوري» مع تدمير «المؤسسات». لكن كما أكد روبين غالو، يشير المبدأ المكسيكي المتعلق بمأسسة الثورة إلى الطبيعة الشركاتية للحزب الثوري المؤسساتي، ووفقاً لما سبق، استطاع الحزب احتواء «الطاقة المدمرة» للثورة (وهكذا ضمن استدامته) عن طريق استقطاب ودمج أعداء الثورة، المتمثلين بالحكومة البيروقراطية، وإحداث قطاعات مؤسساتية.

## التعاقب الرئاسي قبل وصول الحزب 1920– 1928
أوُجد الحزب عام 1929، وخلقت بنيته الحزبية سبلاً للسيطرة على السلطة السياسية واستدامت تلك السيطرة عن طريق الانتخابات التقليدية التي توثّق خيار الحزب. لكن قبل إنشاء الحزب، لم تكن الأحزاب السياسية وسيلة للوصول إلى الرئاسة. جاء نشوء الحزب، عقب اغتيال الجنرال الثوري والرئيس السابق الفارو أوبريغون، ليوضّح المشكلة المتعلقة بالتسلسل الرئاسي دون وجود بنى مؤسساتية. كان أوبريغون واحداً من الجنرالات الثلاث في الثورة من سونورا، وكان الآخران بلوتاركو إلياس كاليس وأدولوفو دي لا ويرتا، ولهما دورٌ مهمٌ في تاريخ المكسيك بعد الثورة. فكان للصراعات الداخلية المنهكة بينهما سعيًا وراء السلطة -وذلك في العقد التالي لنهاية الحقبة العسكرية من الثورة المكسيكية- أثرٌ مباشر على تشكيل الحزب الثوري المؤسساتي عام 1929.
في عام 1920، نظّم الجنرالات انقلاباً ضد الرئيس فينوستيانو كارانسا، وهو أول زعيم مدني للفصيل الدستوري الذي فاز في الثورة المكسيكية. حاول كارانسا اختيار مرشح خليفة له في رئاسة المكسيك، وهو إغناسيو بونيلاس. لم يكن بونيلاس ثورياً على الإطلاق، ولم يملك قاعدة لسلطته، ومع اقتراب نهاية فترة حكمه، ظهرت إشاعات ضمنية تتعلق برغبة كارانسا بالبقاء في السلطة بالرغم من انتهاء ولايته. كان ذلك خرقاً لمبدأ عدم الترشح لولاية ثانية في المكسيك بعد الثورة. وهكذا، نظّم جنرالات سونورا، بدعمٍ من الجيش الثوري، ما يُعرف بـ «خطة أغوا بريتا»، ونجحوا في تحدي كارانسا وإيقاف مساعيه المتمثلة بإطالة فترة بقائه في السلطة. قُتل كارانسا عندما حاول مغادرة البلاد. وأصبح دي لا ويرتا رئيساً مؤقتاً للمكسيك، وانتُخب أوبريغون رئيساً على المكسيك لفترة رئاسية مدتها 4 سنوات، منذ عام 1920 وحتى 1924.
مع اقتراب نهاية فترة حكم أوبريغون، حاول كاليس الترشح للرئاسة. لكن زميله السابق دي لا ويرتا تحدى مساعيه عن طريق انتفاضة دموية وضخمة، ومدعومة من طرف جنرالات آخرين معارضين لكاليس. سُحقت ثورة دي لا ويرتا، لكن تفشي العنف جاء بعد عدة أعوامٍ فقط من انتهاء ثورة المكسيك، فظهر شبح عنفٍ متجددٍ في المنطقة. خلف كاليس الرئيس السابق أوبريغون عام 1924، وأصدر بعد توليه الرئاسة بفترة قصيرة، قيوداً على الكنيسة الكاثوليكية في دستور عام 1917، ما أدى إلى ثورة هائلة شارك فيها معارضو تلك القيود، وعُرفت بحرب كريستيروس (1926- 29). استمرّت حرب كريستيروس حتى أثناء جريان الانتخابات الرئاسية.
أمل أوبريغون بترشيح نفسه مجدداً للرئاسة عام 1928 كي يخلف كاليس، لكن مع وجود مبدأ عدم الترشح لولاية ثانية في الدستور المكسيكي، لجأ الاثنان (أوبريغون وكاليس) إلى مخرجٍ أو فجوة في الدستور تسمح للرئيس السابق بالترشح مرة أخرى لولاية ثانية. عُدّل الدستور كي يسمح بإعادة الترشح إذا لم تكن الفترات الرئاسية للمرشح متعاقبة (أي وراء بعضها). ترشّح أوبريغون وفقاً لهذا التعديل في انتخابات عام 1928 وفاز فيها، لكنه اغتُيل على يد متطرف ديني قبل تنصيبه رئيساً. لم يستطع كاليس الترشح لمنصب الرئاسة، حتى مع وجود التعديل الدستوري الجديد الذي سمح بشكل من أشكال إعادة الترشح، لأن التعديل لا ينطبق على حالة كاليس. فأصبح إنشاء حزب سياسي وطني موجودٍ قبل الانتخابات آليةً للسيطرة على السلطة عن طريق وسائل سلمية.